# Cristóbal de Moura

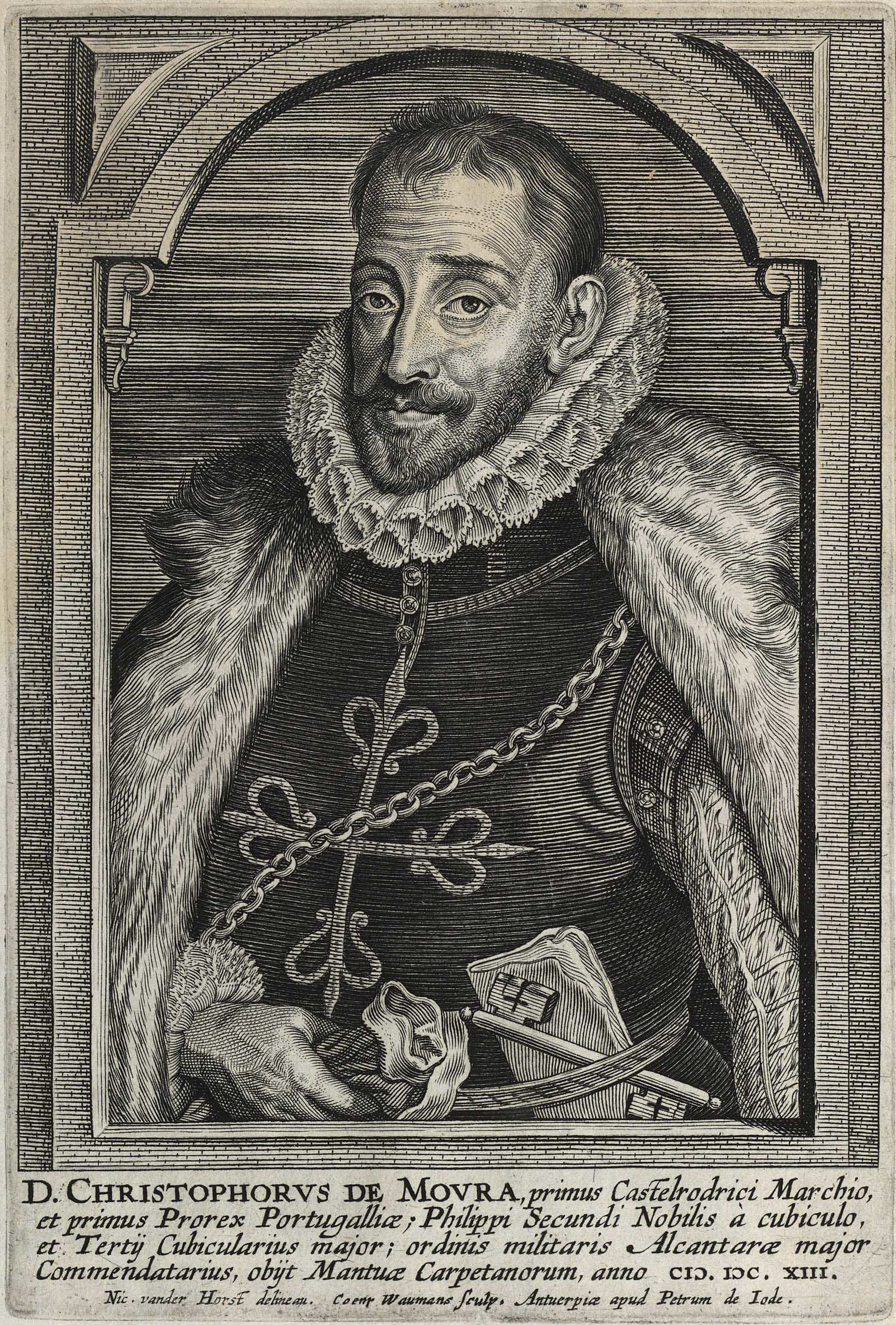
Retrato de Cristóbal de Moura, marqués de Castel Rodrigo, virrey de Portugal y caballero de la Orden de Calatrava. Grabado de Coenraet Waumans por dibujo de Nicolas van der Host.

Cristóvão de Moura e Távora (Lisboa, 1538-Madrid, 1613) fue un gentilhombre portugués, líder del partido español en el momento de la crisis sucesoria en Portugal (1580), en lengua castellana conocido como Cristóbal de Moura.

## Biografía
Establecido en España desde 1554, es reconocido por su inteligencia y perspicacia, fue el responsable de la diplomacia de Felipe II de España junto a la nobleza portuguesa, alimentando las rivalidades políticas entre el Prior de Crato y el duque de Braganza, y atrayendo personajes-clave de la sociedad y del gobierno para la causa del soberano español.
Con la ascensión de Felipe II al trono portugués, formó parte del Consejo de Portugal, un órgano colegiado de cinco miembros que asesoraba permanentemente al soberano en cuestiones referentes al gobierno del reino. Entre otros bienes, el soberano recompensó sus servicios, concediéndole por merced el cargo de embajador, sumiller de Corps y, posteriormente, otorgándole el título de primer conde de Castel Rodrigo (1594). 
Su hijo y sucesor, Felipe III de España, a su vez, lo elevó a primer marqués de Castel Rodrigo (1600), manteniéndole como sumiller de Corps. Este soberano disolvió el Consejo establecido por su padre y nombró a D. Cristóvão de Moura como virrey de Portugal, función que ejerció por tres períodos: del 29 de enero de 1600 a 1603, nuevamente en 1603, y desde febrero de 1608 a 1612. El gobierno del marqués de Castel Rodrigo no fue bien recibido por los portugueses. Los elevados impuestos que hubo en esa época de dificultades financieras, profundizaron el rechazo a su actuación.
Cristóvão de Moura estuvo casado con Margarita Corte-Real, heredera de la Capitanía de Angra, en la isla Terceira, Azores, teniendo, en el pacto celebrado para el compromiso, adoptado el apellido Corte-Real, que fue mantenido por sus descendientes. En la ciudad de Angra do Heroísmo, la Rua do Marquês recuerda el lugar donde se levantaban las casas del Marqués de Castel Rodrigo.